# Plagiochila exesa
Plagiochila exesa là một loài rêu trong họ Plagiochilaceae. Loài này được Lindenb. & Gottsche mô tả khoa học đầu tiên năm 1847.